# Sportjahr 1907
Liste der Sportjahre

◄◄ | ◄ | 1903 | 1904 | 1905 | 1906 | Sportjahr 1907 | 1908 | 1909 | 1910 | 1911 | ► | ►►

Weitere Ereignisse

## Ereignisse

### Badminton
Höhepunkte des Badmintonjahres 1907 waren die All England, die Irish Open und die Scottish Open.

#### Internationale Veranstaltungen
| Veranstaltung | Herreneinzel       | Dameneinzel  | Herrendoppel                       | Damendoppel                   | Mixed                           |
| ------------- | ------------------ | ------------ | ---------------------------------- | ----------------------------- | ------------------------------- |
| All England   | Norman Wood        | Meriel Lucas | Albert Davis Prebble Norman Wood   | G. L. Murray Meriel Lucas     | George Alan Thomas G. L. Murray |
| Irish Open    | Arthur Cave        | -            | Blayney Hamilton Thomas D. Good    | Hazel Hogarth Mary K. Bateman | Norman Wood Hazel Hogarth       |
| Scottish Open | George Alan Thomas | -            | George Alan Thomas R. G. P. Hunter | F. A. Todd V. I. Todd         | George Alan Thomas G. L. Murray |

### Ballonfahrt

Gordon-Bennett-Cup 1907

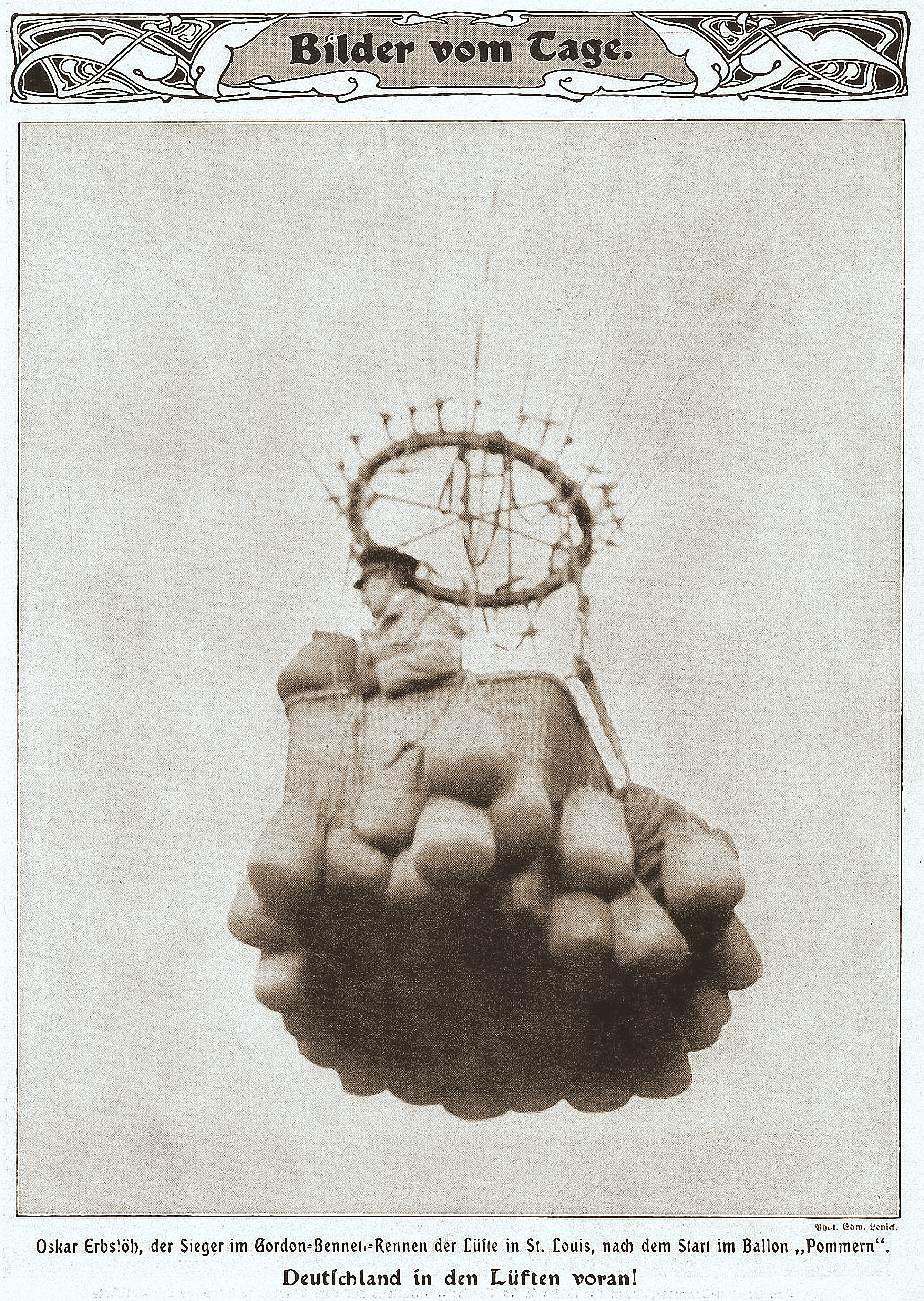
Oskar Erbslöh nach dem Start im Ballon Pommern;
Foto von Edwin Levick

- 30. September: Der Deutsche Oskar Erbslöh gewinnt mit seinem US-amerikanischen Beifahrer Henry Helm Clayton die in Saint Louis durchgeführte Zweitauflage des Gordon-Bennett-Cups für Gasballone.

### Baseball

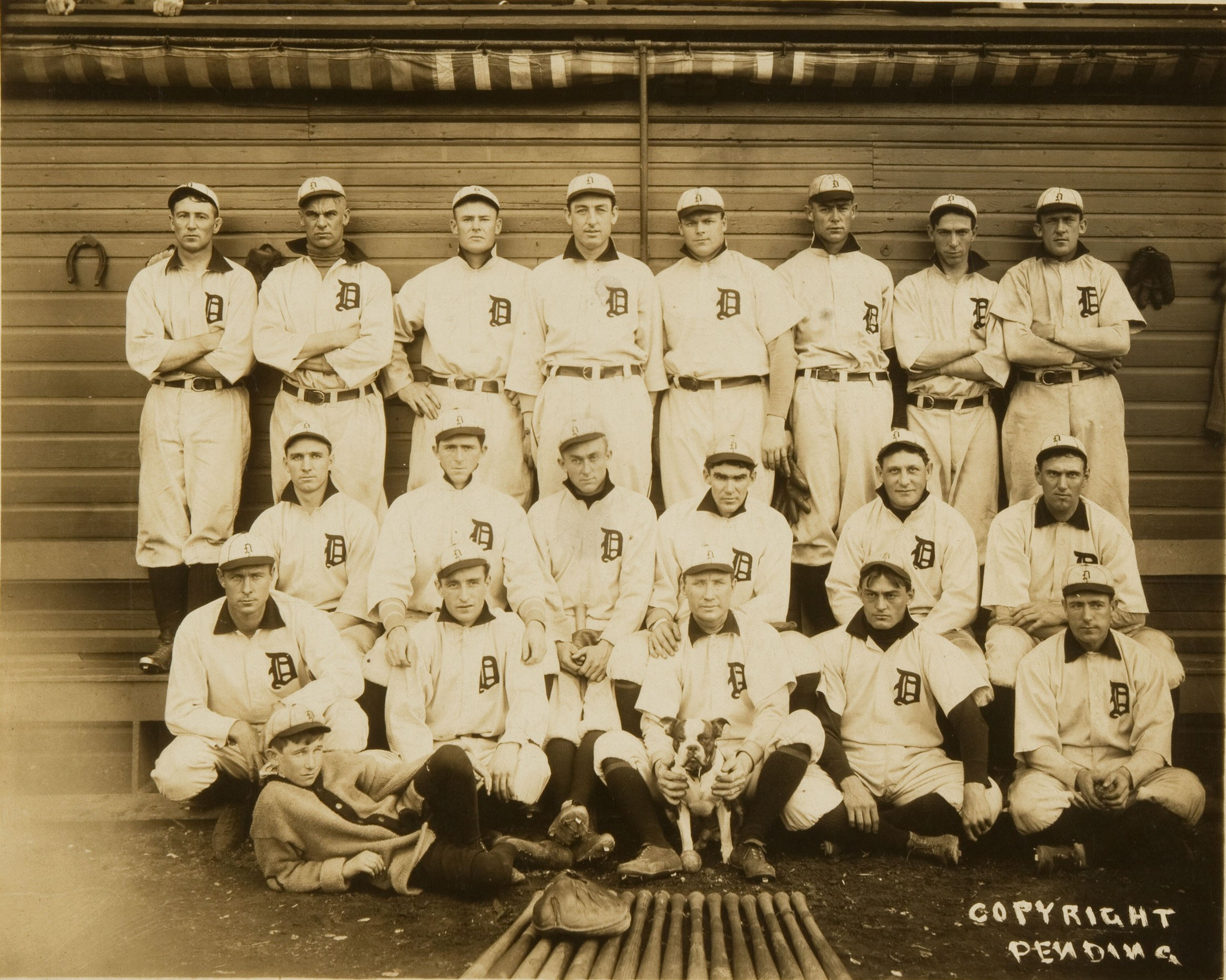
Die Detroit Tigers, Sieger der American League

- Die Chicago Cubs schlagen die Detroit Tigers mit 4:1 in der World Series.

### Bergsteigen
- Da sich der Londoner Alpine Club beharrlich weigert, auch Alpinistinnen aufzunehmen, gründet Elizabeth Le Blond den Lyceum Alpine Club als Interessensgemeinschaft des Lyceum Club für berufstätige Frauen.

### Eishockey
- 26. Januar: Der Sporting Club de Lyon wird erster französischer Meister

### Fußball
- 14. April: AC Mailand wird italienischer Meister.
- 12. Mai: Servette Genf wird Schweizer Meister.
- 19. Mai: Deutscher Meister wird der Freiburger FC.
- Newcastle United wird Meister in England.

### Leichtathletik

#### Leichtathletikrekorde
- 22. September: Edvard Dahl, Schweden, läuft die 3000 Meter der Herren in 8:56,8 min.

### Radsport
- 14. April: Das Eintagesrennen Mailand–Sanremo wird erstmals ausgetragen. Der Franzose Lucien Mazan wird der erste Sieger.
- 30. Juni/4. Juli/7. Juli: UCI-Bahn-Weltmeisterschaften 1907

Die Tour durchfährt Ville-d’Avray

- 8. Juli bis 4. August: Der Franzose Lucien Petit-Breton gewinnt die Tour de France 1907, nachdem sein Konkurrent Émile Georget, der sich ein Rad von einem Zuschauer geliehen hat, mit Strafpunkten belegt und zurückgestuft worden ist. Es ist die erste Tour, deren Streckenverlauf in andere Länder führt.
- Die Radrennbahn Newark in New Jersey wird errichtet.

### Motorsport

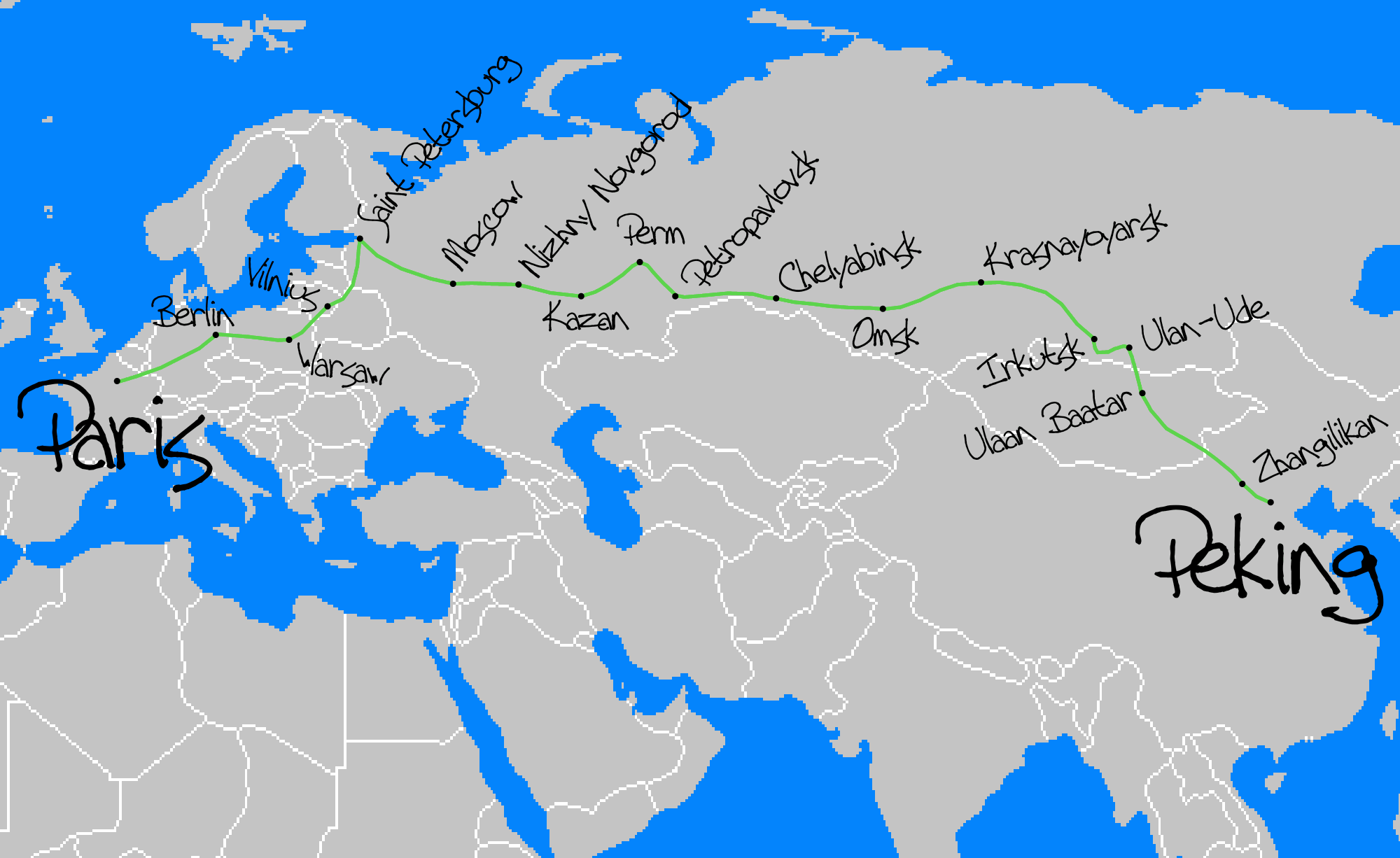
Karte der zurückgelegten Route

- 10. Juni: In Peking starten fünf Wagen zum längsten Automobilrennen aller Zeiten, der Fahrt von Peking nach Paris. Die 12.000 km lange Route führt durch die Wüste Gobi, vorbei am Baikalsee, durch Sibirien, über den Ural und über Moskau nach Frankreich.
- 10. August: Der erste von fünf gestarteten Wagen beim Automobilrennen von Peking nach Paris erreicht nach zwei Monaten die französische Hauptstadt. Das italienische Team um Prinz Scipione Borghese wird als Sieger gefeiert. Das zweite, vom Holländer Charles Goddard gesteuerte, Kraftfahrzeug trifft am 30. August ein, die anderen kommen nicht ans Ziel.
- Prinz Albert Wilhelm Heinrich von Preußen stiftet die Tourenwagen-Konkurrenz Prinz-Heinrich-Fahrt, die im folgenden Jahr erstmals durchgeführt wird.

### Ringen
- 20. Mai: Bei den Ringer-Weltmeisterschaften in Frankfurt/Main gewinnt Dänemark zwei von drei Goldmedaillen.

### Rudern
- Cambridge besiegt Oxford im Boat Race.

### Rugby
- 16. März: Schottland gewinnt die Home Nations Championship und gewinnt dabei die Triple Crown.

### Schach
- Schachweltmeisterschaft 1907

### Schwimmen

#### Schwimmrekorde
- 17. November: András Baronyi, Ungarn, schwimmt die 100 Meter Brust in 01:24,0.

### Turnen
- 30. Mai: Bei den Turn-Weltmeisterschaften in Prag wird Gastgeber Böhmen erfolgreichste Nation.

### Wintersport
- Eiskunstlauf-Weltmeisterschaften 1907
- Eiskunstlauf-Europameisterschaft 1907

### Vereinsgründungen
- 1. Februar: Gründung des Sportvereins Vogelheim, des heutigen Rot-Weiss Essen
- 11. April: Gründung des Sportvereins Waldhof 07, des heutigen SV Waldhof Mannheim
- 10. Februar: Der norwegische Fußballverein Strømsgodset Toppfotball wird gegründet.
- 3. Mai: Da die Vereinsbildung im Osmanischen Reich verboten ist, erfolgt die Gründung des Mehrsportvereins Fenerbahçe SK in Istanbul, dem auch eine Fußballabteilung angehört, im Geheimen.
- 7. Mai: Gründung der Freien Turnerschaft Blankenese-Dockenhuden zu Hamburg, Vorgängerin der Freien Turn- und Sportvereinigung Komet Blankenese von 1907 e. V. (FTSV Komet Blankenese)
- 4. Juni: Durch die Fusion zweier Vereine entsteht der schwedische Fußballverein Helsingborgs IF.
- 19. Juni: Der finnische Fußballverein HJK Helsinki entsteht.
- 8. August: Gründung des FC Augsburg als FC Alemannia Augsburg
- 14. August: Gründung der Arminia Neuhaus, eines Vorgängervereins des heutigen SC Paderborn 07
- 20. September: Gründung des FC Lustenau 07
- 9. November: Gründung des Fußballverein 07 Linden, des heutigen Sportverein von 1907 Linden e. V.
- Gründung des VfL Pirna-Copitz
- Der Kölner Ballspielverein 07 wird gegründet.
- Erste Erwähnung des Vereins FC Gottingia der heutigen SVG Göttingen 07

### Sonstiges
- 2. Dezember: In Helsinki wird das Suomen Olympiakomitea gegründet.

## Geboren

### Januar
- 01. Januar: Norman Cohn-Armitage, US-amerikanischer Fechter († 1972)
- 01. Januar: Hitomi Kinue, japanische Leichtathletin († 1931)
- 04. Januar: Willy Busch, deutscher Fußballspieler († 1982)
- 05. Januar: Volmari Iso-Hollo, finnischer Leichtathlet († 1969)
- 05. Januar: Mathias Sancassiani, luxemburgischer Boxer († 1972)
- 06. Januar: Josef Walla, österreichischer Motorradrennfahrer († 1994)
- 10. Januar: Loretta McNeil, US-amerikanische Leichtathletin († 1988)
- 11. Januar: Reg Thomas, britischer Leichtathlet († 1946)
- 12. Januar: Tom Bullus, britischer Motorradrennfahrer († 1998)
- 13. Januar: George Raynor, englischer Fußballspieler und -trainer († 1985)
- 14. Januar: Ōki Seikan, japanischer Leichtathlet († 2000)
- 15. Januar: Janusz Kusociński, polnischer Leichtathlet († 1940)
- 18. Januar: Géza Szigritz, ungarischer Schwimmer, Wasserballspieler und -trainer († 1949)
- 19. Januar: Hjalmar Bergström, schwedischer Skilangläufer († 2000)
- 19. Januar: Briggs Cunningham, US-amerikanischer Automobilrennfahrer, Konstrukteur und Segler († 2003)
- 19. Januar: Allegro Grandi, italienisch-venezolanischer Radrennfahrer († 1973)
- 19. Januar: Konrad Miersch, deutscher Fechter und Moderner Fünfkämpfer († 1942)
- 21. Januar: Ted Frazier, US-amerikanischer Eishockeyspieler († 1971)
- 22. Januar: Dixie Dean, englischer Fußballspieler († 1980)
- 23. Januar: Zdzisław Motyka, polnischer Skilangläufer († 1969)
- 28. Januar: Melitta Brunner, österreichische Eiskunstläuferin († 2003)
- 30. Januar: Alberts Riekstiņš, lettischer Skilangläufer († 2004)
- 31. Januar: Georg Wurzer, deutscher Fußballtrainer († 1982)

### Februar
- 02. Februar: Georg Johnsson, schwedischer Radrennfahrer († 1960)
- 02. Februar: Hugh Sutherland, kanadischer Eishockeyspieler († 1990)
- 04. Februar: Gerda Paumgarten, österreichische Skirennläuferin († 2000)
- 05. Februar: Walter Nausch, österreichischer Fußballspieler und -nationaltrainer († 1957)
- 07. Februar: Kurt Hasse, deutscher Springreiter († 1944)
- 08. Februar: Béla Bay, ungarischer Fechter und Fechttrainer († 1999)
- 09. Februar: Dit Clapper, kanadischer Eishockeyspieler († 1978)
- 10. Februar: Ethel Lackie, US-amerikanische Schwimmerin († 1979)
- 11. Februar: Karol Szenajch, polnischer Eishockeyspieler († 2001)
- 12. Februar: Kurt Einsiedel, deutscher Radrennfahrer († 1960)
- 12. Februar: Louis Klemantaski, britischer Automobilrennfahrer und Fotograf († 2001)
- 12. Februar: Albert Mauer, polnischer Eishockeyspieler († 1999)
- 12. Februar: Frederick McEvoy, australischer Bob- und Automobilrennfahrer († 1951)
- 16. Februar: André Aumerle, französischer Radrennfahrer († 1990)
- 16. Februar: Herbert Drews, deutscher Motorradrennfahrer († 1949)
- 16. Februar: László Rajcsányi, ungarischer Säbelfechter († 1992)
- 16. Februar: Fritz Vonhof, deutscher Bobfahrer († unbekannt)
- 17. Februar: Leo Esser, deutscher Wasserspringer († unbekannt)
- 18. Februar: Helen Varcoe, britische Schwimmerin († 1995)
- 22. Februar: Georg Braun, österreichischer Fußballspieler und -trainer († 1963)
- 22. Februar: Georg Christian von Lobkowitz, tschechoslowakischer Adliger und Automobilrennfahrer († 1932)
- 22. Februar: Sigfrid Öberg, schwedischer Eishockeyspieler († 1949)
- 23. Februar: Roberto Cherro, argentinischer Fußballspieler († 1965)
- 23. Februar: Sol Furth, US-amerikanischer Leichtathlet († 1990)
- 25. Februar: Franciszek Bronikowski, polnischer Ruderer († 1964)
- 27. Februar: Paula Wiesinger, Bergsteigerin und Skirennläuferin († 2001)
- 27. Februar: Paul Wyatt, US-amerikanischer Schwimmer († 1970)
- 28. Februar: Francis Frederick, US-amerikanischer Ruderer († 1968)
- 28. Februar: Bertil Linde, schwedischer Eishockeyspieler († 1990)

### März
- 03. März: Canada Lee, US-amerikanischer Boxer, Schauspieler und Bürgerrechtler († 1952)
- 03. März: Genadi Simow, bulgarischer Radrennfahrer († unbekannt)
- 05. März: George Baird, US-amerikanischer Leichtathlet († 2004)
- 05. März: Marguerite Radideau, französische Leichtathletin († 1978)
- 05. März: Otto Sienholz, deutscher Fußballspieler († 1974)
- 06. März: Fritz Gaiser, deutscher Skilangläufer († 1994)
- 08. März: Gino Soldà, italienischer Bergsteiger und Skilangläufer († 1989)
- 11. März: Heinz Brandt, deutscher Springreiter († 1944)
- 11. März: Mortimer Morris-Goodall, britischer Automobilrennfahrer († 2001)
- 12. März: Wiggerl Kraus, deutscher Motorradrennfahrer († 1987)
- 12. März: Gilberte Mortier, französische Schwimmerin († 1991)
- 13. März: Franz Beckert, deutscher Turner († 1973)
- 13. März: Jack Holden, britischer Langstreckenläufer († 2004)
- 15. März: Willy Logan, kanadischer Eisschnellläufer († 1955)
- 16. März: Hans Kleppen, norwegischer Skispringer († 2009)
- 17. März: Franz Kartz, deutscher Boxer († unbekannt)
- 19. März: Sven Selånger, schwedischer Skisportler († 1992)
- 20. März: Janusz Ślązak, polnischer Ruderer († 1985)
- 21. März: John Fitzpatrick, kanadischer Leichtathlet († 1989)
- 25. März: Horst von Waldthausen, deutsch-schweizerischer Automobilrennfahrer († 1933)
- 26. März: Elisabeth Bonetsmüller, deutsche Leichtathletin († 1987)
- 26. März: Manuel Villegas, mexikanischer Schwimmer und Wasserspringer († unbekannt)
- 27. März: Mary Bedford, südafrikanische Schwimmerin († 1997)
- 28. März: Athol Meech, kanadischer Ruderer († 1981)
- 28. März: Jacques Morisson, französischer Eishockeyspieler († 1964)
- 28. März: Romeo Rivers, kanadischer Eishockeyspieler († 1986)
- 29. März: William Goodsir-Cullen, indischer Hockeyspieler († 1994)
- 30. März: Lee Bartlett, US-amerikanischer Leichtathlet († 1972)
- 30. März: Jan Krenz-Mikołajczak, polnischer Ruderer († 2002)
- 31. März: Alex Hillhouse, australischer Leichtathlet († 1983)
- 31. März: Joe Laporte, kanadischer Radrennfahrer († 1983)

### April
- 02. April: Harald Andersson, schwedischer Leichtathlet († 1985)
- 05. April: Erwin Huber, deutscher Leichtathlet († 2003)
- 05. April: Norbert Sinner, luxemburgischer Radrennfahrer († 1945)
- 05. April: Pedro Suinaga, mexikanischer Fußballspieler († 1980)
- 05. April: Fernando Vandelli, italienischer Leichtathlet († 1977)
- 06. April: Medardo Galli, italienischer Ruderer († 1985)
- 06. April: Daniel Sundén-Cullberg, schwedischer Segler († 1982)
- 07. April: Berndt Carlsson, schwedischer Radrennfahrer († 1991)
- 07. April: Ernest Chambers, britischer Radrennfahrer († 1985)
- 07. April: Nils-Joel Englund, schwedischer Skilangläufer († 1995)
- 09. April: Harald Christensen, dänischer Radrennfahrer († 1994)
- 10. April: Ted Mellors, britischer Motorradrennfahrer († 1946)
- 11. April: Mochizuki Minoru, Begründer des Yoseikan Budō († 2003)
- 12. April: Eugène Chaboud, französischer Automobilrennfahrer († 1983)
- 12. April: Pete Desjardins, US-amerikanischer Wasserspringer († 1985)
- 13. April: Willi Meier, deutscher Leichtathlet († 1979)
- 13. April: Roderich Menzel, tschechisch-deutscher Tennisspieler († 1987)
- 15. April: Gerald Abrahams, britischer Schachspieler und -komponist († 1980)
- 18. April: Walter Leinweber, deutscher Eishockeytorhüter († 1997)
- 20. April: Thure Ahlqvist, schwedischer Boxer († 1983)
- 20. April: David Young, US-amerikanischer Schwimmer († 1888)
- 23. April: Gardner Boultbee, kanadischer Segler († 1980)
- 23. April: Roland Harper, britischer Leichtathlet († 1989)
- 24. April: Mathias Logelin, luxemburgischer Kunstturner († 1999)
- 26. April: Stanisław Skupień, polnischer Skilangläufer († 1983)
- 27. April: Thure Andersson, schwedischer Ringer († 1976)
- 27. April: Jan Korejs, tschechoslowakischer Leichtathlet († 1949)
- 28. April: Raymond Braine, belgischer Fußballspieler († 1978)
- 30. April: Ludwig Rödl, deutscher Schachmeister († 1970)

### Mai
- 04. Mai: Petar Graf Orssich, österreichischer Automobilrennfahrer und Adeliger († 1961)
- 05. Mai: Víctor Avendaño, argentinischer Boxer († 1984)
- 06. Mai: Weeb Ewbank, US-amerikanischer American-Football-Trainer († 1998)
- 09. Mai: François Mautin, französischer Eishockeyspieler († 2003)
- 09. Mai: Fred Warngård, schwedischer Leichtathlet († 1950)
- 10. Mai: Daan van Dijk, niederländischer Bahnradsportler († 1986)
- 10. Mai: Kalle Jalkanen, finnischer Skilangläufer († 1941)
- 11. Mai: Francis Galtier, französischer Leichtathlet († 1986)
- 11. Mai: Rip Sewell, US-amerikanischer Baseballspieler († 1989)
- 13. Mai: Johan Hellström, finnischer Boxer († 1988)
- 14. Mai: Erik Jansson, schwedischer Radrennfahrer († 1993)
- 15. Mai: Hubert Douglas, kanadischer Skilangläufer († 1977)
- 16. Mai: Frank Fisher, kanadischer Eishockeyspieler († 1983)
- 16. Mai: Lauri Koskela, finnischer Ringer († 1944)
- 16. Mai: Bob Tisdall, irischer Leichtathlet († 2004)
- 17. Mai: Ilona Elek, ungarische Florettfechterin († 1988)
- 17. Mai: Álvaro Gestido, uruguayischer Fußballspieler († 1957)
- 19. Mai: Rudi Knees, deutscher Motorradrennfahrer († 1982)
- 23. Mai: Otylia Kałuża, polnische Leichtathletin († 1981)
- 24. Mai: Pierre Coppieters, belgischer Schwimmer und Wasserballspieler († unbekannt)
- 24. Mai: Georg von Kaufmann, deutscher Skilangläufer und Bergsteiger († 1972)
- 26. Mai: Arturo Rodríguez Jurado, argentinischer Boxer und Union-Rugby-Spieler († 1982)
- 26. Mai: Alf Watson, australischer Leichtathlet († 1992)
- 27. Mai: Alois Kratzer, deutscher Skispringer († 1990)
- 27. Mai: Antoni Łyko, polnischer Fußballspieler († 1941)
- 27. Mai: Maybelle Reichardt, US-amerikanische Leichtathletin († 1999)
- 28. Mai: Francesco Severi, italienischer Automobilrennfahrer († 1980)

### Juni
- 01. Juni: Walter Trott, deutscher Bobfahrer († unbekannt)
- 03. Juni: Mian Faruq Shah, afghanischer Hockeyspieler († unbekannt)
- 05. Juni: Francesco Malatesta, italienischer Radrennfahrer († 1986)
- 06. Juni: Ernst Gaber, deutscher Ruderer († 1975)
- 06. Juni: Rudolf Riedl, österreichischer Eisschnellläufer († 1994)
- 07. Juni: Percy Wyld, britischer Radrennfahrer († 1972)
- 08. Juni: Sidney Bowman, US-amerikanischer Leichtathlet († 1986)
- 08. Juni: Benjamin Hedges, US-amerikanischer Leichtathlet († 1969)
- 08. Juni: Georges Speicher, französischer Radrennfahrer († 1978)
- 12. Juni: Farid Simaika, ägyptisch-US-amerikanischer Wasserspringer († 1943)
- 15. Juni: Jules Keignaert, französischer Wasserballspieler († 1994)
- 17. Juni: Georgette Gagneux, französische Leichtathletin († 1931)
- 20. Juni: Anton Morosani, Schweizer Eishockeyspieler († 1993)
- 21. Juni: August Hellemans, belgischer Fußballspieler und -trainer († 1992)
- 21. Juni: Paul Wevers, deutscher Kanute († 1941)
- 22. Juni: Anton Schall, österreichischer Fußballspieler († 1947)
- 23. Juni: Folke Nilsson, schwedischer Radrennfahrer († 1980)
- 24. Juni: Filippo Pascucci, italienischer Fußballtrainer († 1966)
- 25. Juni: Mario Revelli di Beaumont, italienischer Motorradrennfahrer und Fahrzeugdesigner († 1987)
- 25. Juni: Hugo Strauß, deutscher Ruderer († 1941)
- 26. Juni: Martin Schneeweiss, österreichischer Motorradrennfahrer († 1947)
- 26. Juni: Karl Weischedel, deutscher Turner († 1987)
- 27. Juni: Otto Kohfink, deutscher Motorradrennfahrer († 1994)

### Juli
- 02. Juli: Gian Andreossi, Schweizer Eishockeyspieler († 1964)
- 02. Juli: Jacoba Stelma, niederländische Turnerin († 1987)
- 04. Juli: John Anderson, US-amerikanischer Leichtathlet († 1948)
- 04. Juli: Ernst Loof, deutscher Ingenieur, Automobilrennfahrer, Rennleiter und Unternehmer († 1956)
- 05. Juli: Willy Grundbacher, Schweizer Moderner Fünfkämpfer und Dressurreiter († 1997)
- 05. Juli: Ethel Smith, kanadische Leichtathletin († 1979)
- 06. Juli: Gustav Sztavjanik, österreichischer Radsportler († 1944)
- 07. Juli: Tadeusz Friedrich, polnischer Fechter und Fechttrainer († 1976)
- 08. Juli: Elmer Sleight, US-amerikanischer American-Football-Spieler († 1978)
- 09. Juli: Ralph Adams, kanadischer Leichtathlet († unbekannt)
- 09. Juli: Wilhelm Schneider, polnischer Leichtathlet († 1988)
- 10. Juli: Lies Aengenendt, niederländische Leichtathletin († 1988)
- 11. Juli: Erwin Gillmeister, deutscher Leichtathlet († 1993)
- 11. Juli: Manuel Smoris, uruguayischer Boxer († unbekannt)
- 14. Juli: Chico Landi, brasilianischer Automobilrennfahrer († 1989)
- 16. Juli: Otto Kohn, deutscher Leichtathlet († 1992)
- 17. Juli: Monty Southall, britischer Radrennfahrer († 1993)
- 18. Juli: Hans Bernlöhr, deutscher Boxer († 1991)
- 18. Juli: Helmuth Krause, deutscher Leichtathlet († 1944)
- 20. Juli: William Ahlemeyer, US-amerikanischer Handballspieler († 1952)
- 24. Juli: Karl Bierwirth, deutscher Gewichtheber († 1955)
- 24. Juli: William Chalmers, schottischer Fußballspieler und -trainer († 1980)
- 25. Juli: Alfred Letourneur, französischer Radrennfahrer († 1975)
- 26. Juli: Alexandru Dan, rumänischer Kunstturner († 2002)
- 26. Juli: István Pelle, ungarischer Turner († 1986)
- 27. Juli: Jack van Bebber, US-amerikanischer Ringer († 1986)
- 27. Juli: Richard Beesly, britischer Ruderer († 1965)
- 28. Juli: Georg Mischon, Schweizer Handballspieler († unbekannt)
- 31. Juli: Sigurd Vestad, norwegischer Skilangläufer († 2001)
- 31. Juli: William Walters, südafrikanischer Leichtathlet († 1994)

### August
- 02. August: Thomas J. Sands, US-amerikanischer Fechter († 1984)
- 03. August: Henri De Deken, belgischer Fußballspieler († 1960)
- 04. August: Pierre Hardy, französischer Sportschütze († 2000)
- 04. August: Mary Washburn, US-amerikanische Leichtathletin († 1994)
- 05. August: Roger Loyer, französischer Motorrad- und Automobilrennfahrer († 1988)
- 10. August: Frank Saker, kanadischer Kanute († 1980)
- 12. August: Andrew Charlton, australischer Schwimmer († 1975)
- 12. August: Calvert Strong, US-amerikanischer Wasserballspieler († 2001)
- 13. August: Alfried Krupp von Bohlen und Halbach, deutscher Regattasegler († 1967)
- 17. August: Ciro Verratti, italienischer Fechter († 1971)
- 19. August: Friedrich Jungblut, deutsch-österreichischer Eisschnellläufer († 1976)
- 21. August: Hans Welker, deutscher Fußballspieler († 1968)
- 26. August: Karen Simensen, norwegische Eiskunstläuferin, Eiskunstlauftrainerin und Eissportfunktionärin († 1996)
- 28. August: Nikola Nenow, bulgarischer Radrennfahrer († 1996)
- 29. August: Nando Barbieri, italienischer Automobilrennfahrer († 1997)
- 29. August: Bruno Trojani, Schweizer Skispringer († 1966)
- 31. August: Ray Berres, US-amerikanischer Baseballspieler und -trainer († 2007)

### September
- 02. September: Fritz Szepan, deutscher Fußballspieler († 1974)
- 04. September: Werner Kleine, deutscher Ruderer († 2005)
- 04. September: Henry Palmé, schwedischer Leichtathlet († 1987)
- 06. September: Johnny Kelley, US-amerikanischer Leichtathlet († 2004)
- 07. September: John Lander, britischer Ruderer († 1941)
- 08. September: Jean Aerts, belgischer Radrennfahrer († 1992)
- 09. September: Blagoje Marjanović, jugoslawischer Fußballspieler und -trainer († 1984)
- 09. September: Sivert Mattsson, schwedischer Skilangläufer († 1999)
- 12. September: Josef Šulc, tschechoslowakischer Leichtathlet († 1977)
- 13. September: Phil Edwards, kanadischer Leichtathlet und Mediziner († 1971)
- 14. September: Raffaele Alberti, italienischer Motorradrennfahrer († 1951)
- 14. September: Michele Fanelli, italienischer Leichtathlet († 1989)
- 14. September: Armin Guhl, Schweizer Leichtathlet († 1981)
- 15. September: Roy Mikkelsen, US-amerikanischer Skispringer († 1967)
- 16. September: Gottfried Weimann, deutscher Leichtathlet († 1990)
- 18. September: Jakob Brendel, deutscher Ringer († 1964)
- 18. September: Martti Matilainen, finnischer Leichtathlet († 1993)
- 20. September: Donald Boal, kanadischer Ruderer († 1953)
- 21. September: Eugen Mack, Schweizer Turner († 1978)
- 22. September: Madi Epply, österreichische Wasserspringerin († 2005)
- 22. September: Philip Fotheringham-Parker, britischer Automobilrennfahrer († 1981)
- 26. September: John Collier, US-amerikanischer Leichtathlet († 1984)
- 26. September: Bep van Klaveren, niederländischer Boxer († 1992)
- 28. September: Heikki Savolainen, finnischer Kunstturner († 1997)
- 29. September: Luigia Bonfanti, italienische Leichtathletin († 1973)
- 29. September: Axel Wikström, schwedischer Skilangläufer († 1976)

### Oktober
- 01. Oktober: Aurelio Genghini, italienischer Leichtathlet († 2001)
- 01. Oktober: Sumiyoshi Kōsaku, japanischer Leichtathlet († 1971)
- 02. Oktober: Ángel León, spanischer Sportschütze († 1979)
- 02. Oktober: Hugo Weinstengl, österreichischer Bobfahrer († 1968)
- 03. Oktober: Aldo Pigorini, italienischer Motorradrennfahrer († 1937)
- 05. Oktober: Giuseppe Castelli, italienischer Leichtathlet († 1942)
- 06. Oktober: Louis Jeannin, französischer Motorradrennfahrer († 2002)
- 06. Oktober: Andrea Vuerich, italienischer Skisportler († 1964)
- 07. Oktober: Paul de Bruyn, deutsch-US-amerikanischer Leichtathlet († 1997)
- 09. Oktober: Klaes Karppinen, finnischer Skilangläufer († 1992)
- 13. Oktober: Stanley Fuller, britischer Leichtathlet († 1988)
- 15. Oktober: Josef Siegers, deutscher Leichtathlet († unbekannt)
- 16. Oktober: Otto Kuchenbecker, deutscher Basketballspieler († 1990)
- 18. Oktober: Bob Maas, niederländischer Segler († 1996)
- 19. Oktober: Paul Klingenburg, deutscher Wasserballspieler († 1964)
- 22. Oktober: Hans Nickel, deutscher Ruderer († 1946)
- 26. Oktober: Édouard Yves, belgischer Fechter († unbekannt)
- 27. Oktober: Franz Haupert, luxemburgischer Kunstturner († 1996)
- 27. Oktober: Adelaide Lambert, US-amerikanische Schwimmerin († 1996)
- 28. Oktober: John Coward, britischer Eishockeyspieler († 1989)
- 28. Oktober: Tommy Hampson, britischer Mittelstreckenläufer († 1965)
- 30. Oktober: Władysław Król, polnischer Eishockeyspieler- und trainer sowie Fußballspieler und -trainer († 1991)
- 30. Oktober: Ernst Winter, deutscher Gerätturner († 1943)

### November
- 01. November: Giovanni Delise, italienischer Ruderer († 1947)
- 02. November: Walter Kaiser, deutscher Fußballspieler († 1982)
- 03. November: Edward Bevan, britischer Ruderer († 1988)
- 03. November: Pius Hollenstein, österreichischer Turner († 1974)
- 03. November: Gustav Kilian, deutscher Radrennfahrer († 2000)
- 03. November: Frank Séchehaye, Schweizer Fußballtorhüter und Automobilrennfahrer († 1982)
- 04. November: Károly Bartha, ungarischer Schwimmer († 1991)
- 05. November: Alec Burns, britischer Leichtathlet († 2003)
- 05. November: Bruno Pellizzari, italienischer Bahnradsportler († 1991)
- 09. November: Eugen Deutsch, deutscher Gewichtheber († 1945)
- 09. November: John Heap, britischer Leichtathlet († 2000)
- 10. November: Tom Hanson, US-amerikanischer American-Football-Spieler († 1985)
- 12. November: Ernst Albrecht, deutscher Fußballspieler († 1976)
- 12. November: Stanisław Pastecki, polnischer Eishockeyspieler († 1988)
- 13. November: László Szollás, ungarischer Eiskunstläufer († 1980)
- 18. November: Eugen Studach, Schweizer Ruderer († 1995)
- 19. November: Luigi Beccali, italienischer Leichtathlet († 1990)
- 20. November: Walter Beck, Schweizer Turner († 1992)
- 20. November: Hanni Rehborn, deutsche Wasserspringerin († 1987)
- 21. November: Ernesto Mascheroni, uruguayisch-italienischer Fußballspieler († 1984)
- 22. November: Guido Masetti, italienischer Fußballspieler († 1993)
- 25. November: Johnny Hindmarsh, britischer Automobilrennfahrer und Flieger († 1938)
- 26. November: Agnes Geraghty, US-amerikanische Schwimmerin († 1974)
- 26. November: Cyril Musil, tschechoslowakischer Skilangläufer († 1977)

### Dezember
- 04. Dezember: Fritz Gazzera, deutscher Fechter und Fechttrainer († 1996)
- 06. Dezember: Giovanni Ferrari, italienischer Fußballspieler und -trainer († 1982)
- 08. Dezember: Robert Fein, österreichischer Gewichtheber († 1975)
- 09. Dezember: Jerzy Skolimowski, polnischer Ruderer († 1985)
- 09. Dezember: Hendrik Smits, niederländischer Ruderer († 1976)
- 10. Dezember: Sverre Fredheim, US-amerikanischer Skispringer († 1981)
- 10. Dezember: Lucien Laurent, französischer Fußballspieler († 2005)
- 13. Dezember: Bill Holland, US-amerikanischer Automobilrennfahrer († 1984)
- 14. Dezember: Georg Frank, deutscher Fußballspieler († 1944)
- 15. Dezember: Phyllis Harding, britische Schwimmerin († 1992)
- 15. Dezember: Esko Järvinen, finnischer Skisportler († 1976)
- 18. Dezember: Conrad Dürr, deutscher Motorradrennfahrer († 1999)
- 19. Dezember: Vasja Pirc, slowenischer Schachspieler († 1980)
- 20. Dezember: István Bárány, ungarischer Schwimmer († 1995)
- 21. Dezember: Albert Schwartz, US-amerikanischer Schwimmer und Wasserballspieler († 1986)
- 22. Dezember: Michel Delesalle, französischer Eishockeyspieler († 1980)
- 22. Dezember: Ronald Walker, britischer Gewichtheber († 1948)
- 24. Dezember: Colin Gordon, britischer Leichtathlet († 1980)
- 26. Dezember: Hubert Caldwell, US-amerikanischer Ruderer († 1972)
- 27. Dezember: Johann Wilhelm Trollmann, deutscher Boxer († 1943)
- 28. Dezember: Heinz Förstendorf, deutscher Hockeyspieler († 1988)
- 30. Dezember: Sigmund Ruud, norwegischer Skispringer und Skirennläufer († 1994)

### Datum unbekannt
- René Fonjallaz, Schweizer Bobfahrer († 1993)
- August Heitmann, deutscher Schwimmer († 1971)
- Eugen Sfetescu, rumänischer Rugbyspieler († unbekannt)
- Henry Tyrell-Smith, irischer Motorradrennfahrer († 1982)

## Gestorben

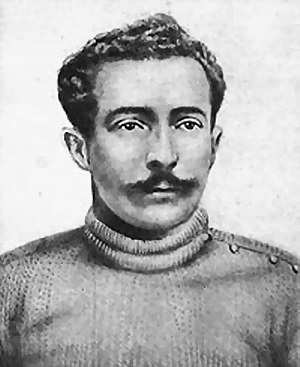
René Pottier

- 25. Januar: René Pottier, französischer Radrennfahrer und Sieger der Tour de France 1906 (* 1879)
- 26. Januar: Thomas Highet, schottischer Fußball- und Cricketspieler (* 1853)

- 12. Februar: Muriel Robb, britische Tennisspielerin (* 1878)
- 26. Februar: Charles William Alcock, englischer Fußballspieler und -funktionär (* 1842)

- 11. Mai: George Gossip, englischer Schachspieler und -autor (* 1841)
- 17. Mai: Albert Clément, französischer Automobilrennfahrer (* 1883)

- 06. Juni: Malcolm McVean, schottischer Fußballspieler (* 1871)
- 21. Juni: Louis Mettling, US-amerikanischer Bahnradsportler (* 1884)
- 21. Juni: Lena Rice, irische Tennisspielerin (* 1866)
- 23. Juni: Hod Stuart, kanadischer Eishockeyspieler (* 1879)
- 28. Juni: Paul Koechlin, französischer Industrieller und Automobilrennfahrer (* 1852)

- 04. Juli: Ferdinand de Schlatter, französischer Segler (* 1831)
- 13. Juli: Henrik Sillem, niederländischer Sportschütze (* 1866)

- 16. August: Heinrich Spoerry, Schweizer Industrieller und Bergsteiger (* 1869)
- 24. August: Adolf Stern, deutscher Schachspieler (* 1849)

- 25. November: George Sheldon, US-amerikanischer Wasserspringer (* 1874)

- 31. Dezember: Garrett Serviss, US-amerikanischer Leichtathlet (* 1881)